# The Corre
The Corre fue un stable Heel de lucha libre profesional en la WWE que compitió en la marca Smackdown. Originalmente, tres de sus miembros se habían ido del stable The Nexus: Wade Barrett, Heath Slater y Justin Gabriel. También se les unió más adelante Ezekiel Jackson, que fue el primero en abandonar el grupo. El significado del grupo es la igualdad que hay entre los miembros, quiere decir que todos son los líderes, también se dice que The Corre (El Núcleo) en Física es donde se encuentra la fuerza, he aquí el nombre del grupo.

## Carrera

### World Wrestling Entertainment / WWE (2011)
En la edición de RAW del 3 de enero, CM Punk, el nuevo líder de The Nexus hizo un desafío a Wade Barrett: si ganaba un Steel Cage Match contra Randy Orton y Sheamus seguía siendo líder de The Nexus y si perdía se iba de Nexus. Durante la lucha, CM Punk interfirió en contra de Barrett, haciéndole perder la lucha y
su puesto en Nexus. El 7 de enero en Smackdown, Barrett atacó a The Big Show, siendo transferido a Smackdown. En el siguiente capítulo de Raw, Heath Slater y Justin Gabriel dejaron Nexus al no querer hacer la prueba que Punk les había puesto, que era pegarse el uno al otro con palos de madera. El 14 de enero en Smackdown, en la lucha de Big Show contra Barrett, Slater y Gabriel interfirieron a favor de Barrett. Tras esto, Ezekiel Jackson que debutaba en Smackdown, atacó a Big Show cambiando a heel, empezando el grupo un feudo con Show.
En el siguiente capítulo de SmackDown se oficializó el grupo y el cambio de marca de Gabriel y Heath Slater. Luego interrumpieron a The New Nexus el 24 de enero, pactándose una lucha entre Barrett y CM Punk en donde el perdedor no iría al Royal Rumble ni él, ni su equipo. En esa lucha John Cena era el árbitro especial, dando como resultado doble descalificación, pero el mánager de RAW, cambio el resultado y dijo que si Cena no se disculpaba con Punk y con Barrett, entonces no iría al Royal Rumble match, por esta razón a Cena le tocó disculparse, después de esto los atacó y salieron los respectivos grupos, The Nexus y The Corre a defender sus líderes.
El 30 de enero, antes de iniciar el Royal Rumble Match, The Corre vinieron a atacar a CM Punk, pero llegaron The Nexus y lo ayudaron, pero el General Mánager de RAW los detuvo. Todos los miembros del equipo participaron, pero ninguno logró ganar. En Elimination Chamber, Barrett participó en la Elimination Chamber del Campeonato Mundial Peso Pesado, pero fue eliminado por Big Show. En ese mismo evento, Gabriel & Slater derrotaron a Santino Marella & Vladimir Kozlov por el Campeonato en Parejas de la WWE, derrotándoles y ganando el campeonato. Luego, los perdieron y recuperaron al día siguiente en 'RAW ante John Cena & The Miz. El 4 de marzo, en SmackDown, retuvieron los campeonatos frente a Santino Marella & Vladimir Kozlov, esa misma noche volvieron a atacar a Show después de que Kane le atacara, pero durante la paliza, Kane ayudó a Show. En la edición del 21 de marzo en Raw Fueron atacados por Kane y The Big Show ya que momentos antes estaban atacando a Santino y Vladimir, durante el pleito Show atacó a Gabriel y Slater mientras que Kane lo hacía con Barrett, después de atacar a estos últimos, Kane y Show le aplicaron una Doble Chokeslam a Ezekiel. En las grabaciones de Smackdown del 22 de marzo (transmitido el 25 de marzo) Wade Barrett derrotó a Kofi Kingston ganando el Campeonato Intercontinental. En aquel momento, el grupo alcanzó su mejor momento, ya que 3 de sus 4 miembros (Justin Gabriel, Heath Slater y Wade Barrett) tenían títulos (Campeonato en Parejas de la WWE y el Campeonato Intercontinental de la WWE. El 2 de abril, durante el Wrestlemania Axxess, atacaron a Vladimir Kozlov, lesionándolo y dejándolo fuera de su combate en WrestleMania XXVII. En WrestleMania XXVII, The Corre se enfrentó a Kane, Big Show, Kofi Kingston (quien remplazo a Kozlov ya que había sido atacado por Corre) & Santino Marella siendo derrotados. El 19 de abril en programa de Smackdown en Londres (emitido el 22 de abril) Slater & Gabriel perdieron el Campeonato en Parejas ante Big Show & Kane. Después de perder los cinturones Slater empujó a Gabriel. En el próximo SmackDown! lucharon en una revancha contra Big Show y Kane por los títulos en pareja saliendo derrotados. En Extreme Rules, Barrett & Jackson lucharon ante Kane & Big Show en un Lumberjack match por los Campeonatos en Parejas de la WWE saliendo derrotados.
El 3 de mayo (emitido el 6 de mayo) en Smackdown!, The Corre atacó a Ezekiel Jackson, ya que este no ayudó a Barrett en Extreme Rules, causando la salida de Jackson del grupo. El 22 de mayo Jackson venció a Wade Barret en Over the Limit por descalificación en un combate por el Campeonato Intercontinental de la WWE a causa de la intervención de Justin Gabriel y como consecuencia, Barrett retuvo el título. En la grabación de SmackDown para el 10 de junio, The Corre pierde un combate ante Ezekiel Jackson y The Uso Brothers, en el que Barrett abandonó a sus compañeros en pleno combate, y una vez acabada la lucha, en backstage, Justin Gabriel y Heath Slater le dijeron a Barrett que The Corre había terminado, disolviendo el equipo.

## Campeonatos y logros
- World Wrestling Entertainment
  - WWE Tag Team Championship (2 veces) - Justin Gabriel & Heath Slater
  - WWE Intercontinental Championship (1 vez) - Wade Barrett[9]